# Hemipus hirundinaceus
El oruguero golondrina (Hemipus hirundinaceus) es una especie de ave paseriforme de la familia Vangidae. Está ampliamente distribuido en el Sureste Asiático, encontrándose en Brunéi, Indonesia, Malasia, Tailandia y Birmania. No se reconocen subespecies.